# Leichtathletik-Europameisterschaften 2012/400 m Hürden der Frauen

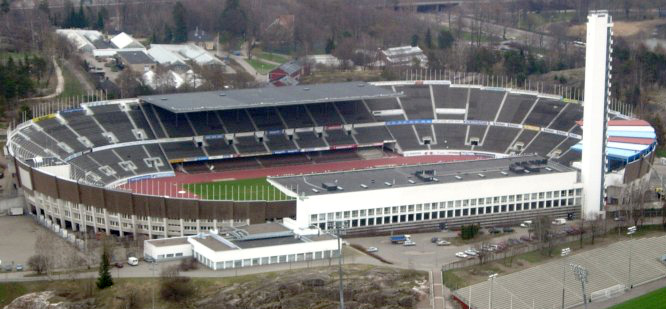
Das Olympiastadion Olympiastadion Helsinki im Jahr 2005

Der 400-Meter-Hürdenlauf der Frauen bei den Leichtathletik-Europameisterschaften 2012 wurde vom 27. bis 29. Juni 2012 im Olympiastadion der finnischen Hauptstadt Helsinki ausgetragen.
Europameisterin wurde die Russin Irina Dawydowa. Die Tschechin Denisa Rosolová errang die Silbermedaille. Hanna Jaroschtschuk aus der Ukraine kam auf den dritten Platz.

## Rekorde

### Bestehende Rekorde
| Weltrekord           | 52,34 s | Julija Petschonkina | Tula, Russland        | 8. August 2003 |
| Europarekord         | 52,34 s | Julija Petschonkina | Tula, Russland        | 8. August 2003 |
| Meisterschaftsrekord | 52,92 s | Natalja Antjuch     | EM Barcelona, Spanien | 30. Juli 2010  |

Der bestehende EM-Rekord wurde bei diesen Europameisterschaften nicht erreicht. Die schnellste Zeit erzielte die russische Europameisterin Irina Dawydowa im Finale mit 53,77 s, womit sie eine neue Weltjahresbestleistung und 85 Hundertstelsekunden über dem Rekord blieb. Zum Welt- und Europarekord fehlten ihr 1,43 s.

### Rekordverbesserung
Es wurde ein neuer Landesrekord aufgestellt:

55,80 s – Vera Barbosa (Portugal), erster Corlauf am 27. Juni

## Doping
Auch dieser Wettbewerb war nicht frei von Dopingbetrug. Die Ukrainerin Hanna Titimez, die im Halbfinale ausschied, wurde wegen Verstoßes gegen die antidopingbestimmungen von ihrem nationalen Verband rückwirkend vom 3. April 2017 für zwei Jahre gesperrt. Ihre Resultate vom 26. Juni 2012 bis zum 26. Juni 2014 wurden annulliert.
Betroffen von diesem Dopingbetrug war vor allem die Belgierin Axelle Dauwens. Sie wäre über die Zeitregel im Semifinale startberechtigt gewesen, schied so jedoch in der Vorrunde aus.

## Legende
Kurze Übersicht zur Bedeutung der Symbolik – so üblicherweise auch in sonstigen Veröffentlichungen verwendet:
| NR  | Nationaler Rekord                     |
| WL  | Weltjahresbestleistung (World Lead)   |
| DOP | wegen Dopingvergehens disqualifiziert |

## Vorrunde
Die Vorrunde wurde in vier Läufen durchgeführt. Die ersten drei Athletinnen pro Lauf – hellblau unterlegt – sowie die darüber hinaus vier zeitschnellsten Läuferinnen – hellgrün unterlegt – qualifizierten sich für das Halbfinale.

### Vorlauf 1
27. Juni 2012, 14:30 Uhr
| Platz | Name             | Nation   | Zeit (s)                            |
| ----- | ---------------- | -------- | ----------------------------------- |
| 1     | Angela Moroșanu  | Rumänien | 55,37                               |
| 2     | Élodie Ouédraogo | Belgien  | 55,39                               |
| 3     | Vera Barbosa     | Portugal | 55,80 NR                            |
| 4     | Nikolina Horvat  | Kroatien | 57,74                               |
| 5     | Elif Yıldırım    | Türkei   | 59,43                               |
| DOP   | Hanna Titimez    | Ukraine  | 56,30 für das Halbfinale zugelassen |

### Vorlauf 2

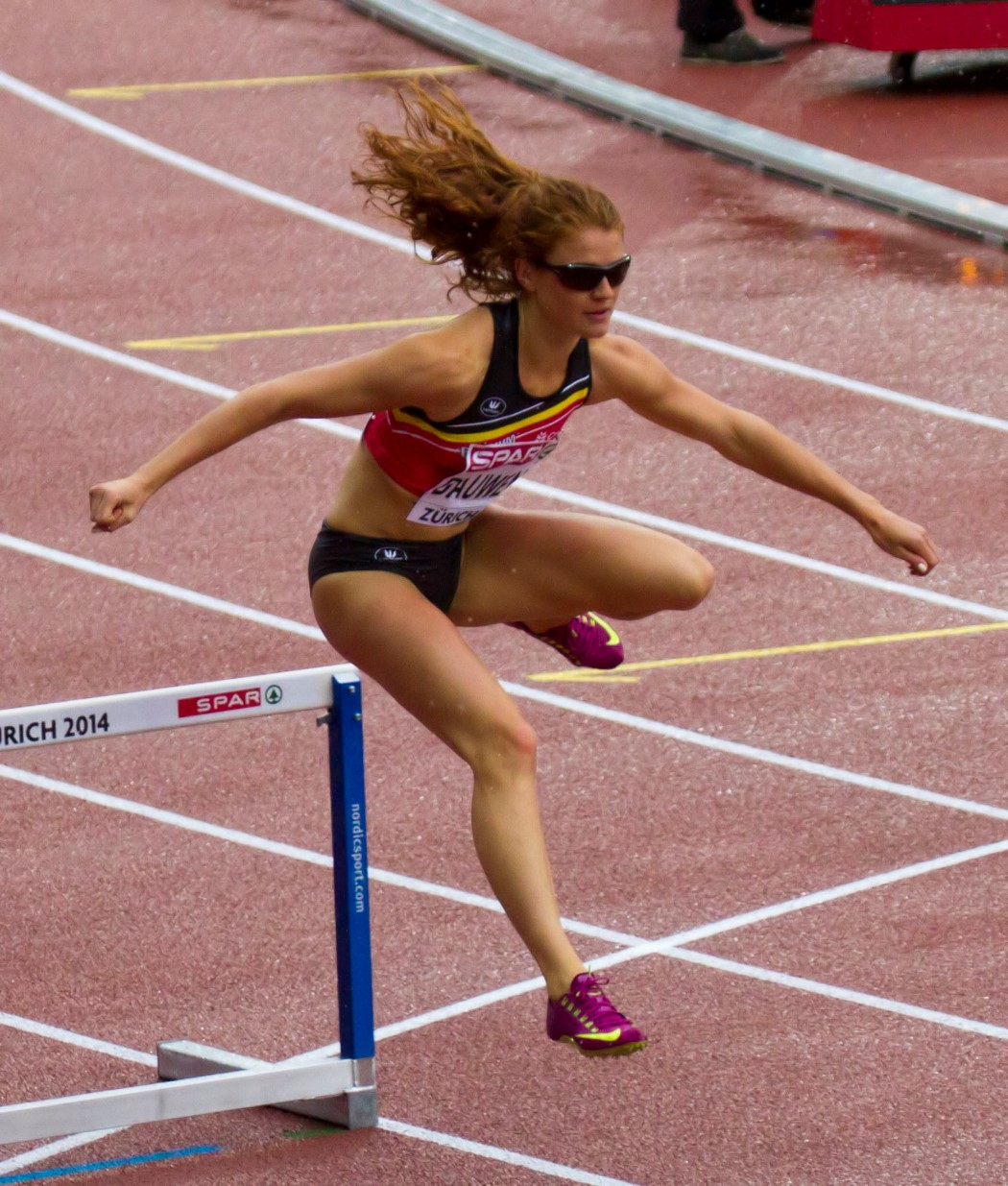
Axelle Dauwens schied mit ihrem fünften Platz aus, wäre jedoch nach der dopingbedingten Disqualifikation einer Athletin für das Halbfinale qualifiziert gewesen
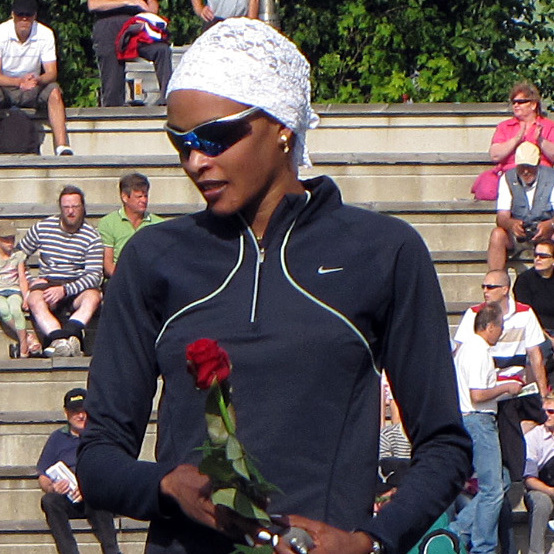
Emma Millard erreichte nach ihrem sechsten Rang im zweiten Vorlauf nicht die nächste Runde
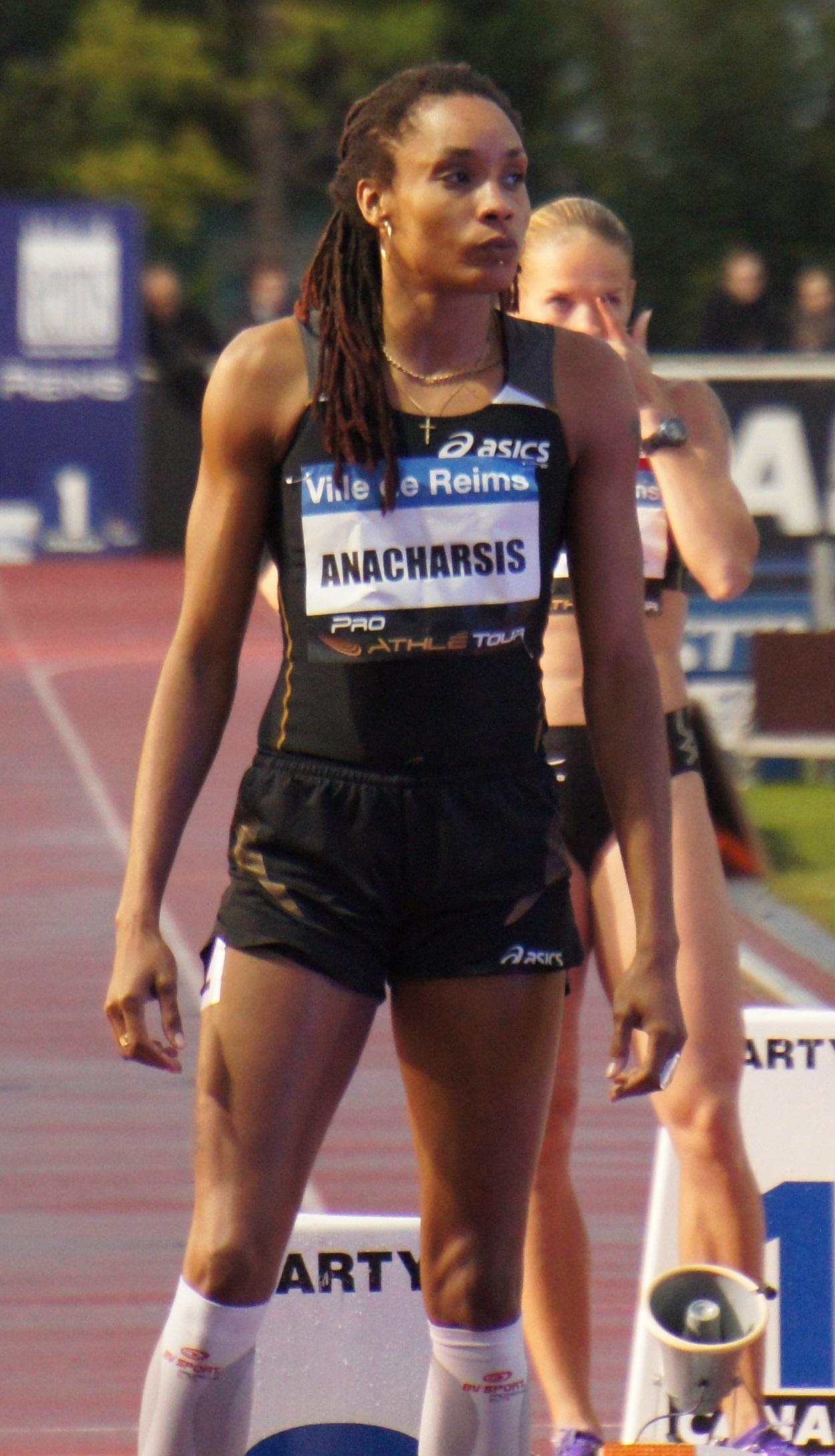
Phara Anacharsis war mit dem letzten Platz in ihrem Vorlauf chancenlos

27. Juni 2012, 14:38 Uhr
| Platz | Name                | Nation     | Zeit (s)                                         |
| ----- | ------------------- | ---------- | ------------------------------------------------ |
| 1     | Zuzana Hejnová      | Tschechien | 55,24                                            |
| 2     | Hanna Jaroschtschuk | Ukraine    | 55,73                                            |
| 3     | Jessie Barr         | Irland     | 56,30                                            |
| 4     | Eglė Staišiūnaitė   | Litauen    | 56,58                                            |
| 5     | Axelle Dauwens      | Belgien    | 57,19 eigentlich für das Halbfinale qualifiziert |
| 6     | Emma Millard        | Finnland   | 57,61                                            |
| 7     | Phara Anacharsis    | Frankreich | 58,02                                            |

### Vorlauf 3
27. Juni 2012, 14:46 Uhr
| Platz | Name               | Nation      | Zeit (s) |
| ----- | ------------------ | ----------- | -------- |
| 1     | Denisa Rosolová    | Tschechien  | 55,98    |
| 2     | Jelena Tschurakowa | Russland    | 56,08    |
| 3     | Tina Matusińska    | Polen       | 56,33    |
| 4     | Tina Kron          | Deutschland | 57,61    |
| 5     | Frida Persson      | Schweden    | 57,83    |
| 6     | Stine Tomb         | Norwegen    | 58,24    |
| 7     | Sema Apak          | Türkei      | 58,93    |

### Vorlauf 4
27. Juni 2012, 14:54 Uhr
| Platz | Name                | Nation         | Zeit (s) |
| ----- | ------------------- | -------------- | -------- |
| 1     | Irina Dawydowa      | Russland       | 56,00    |
| 2     | Sara Slott Petersen | Dänemark       | 56,58    |
| 3     | Zuzana Bergrová     | Tschechien     | 56,59    |
| 4     | Manuela Gentili     | Italien        | 57,10    |
| 5     | Meghan Beesley      | Großbritannien | 57,18    |
| 6     | Amalja Scharojan    | Armenien       | 58,27    |
| 7     | Özge Akın           | Türkei         | 58,90    |

## Halbfinale
Aus den beiden Halbfinalläufen qualifizierten sich die jeweils ersten drei Athletinnen – hellblau unterlegt – sowie die darüber hinaus zwei zeitschnellsten Läuferinnen – hellgrün unterlegt – für das Finale.

### Lauf 1

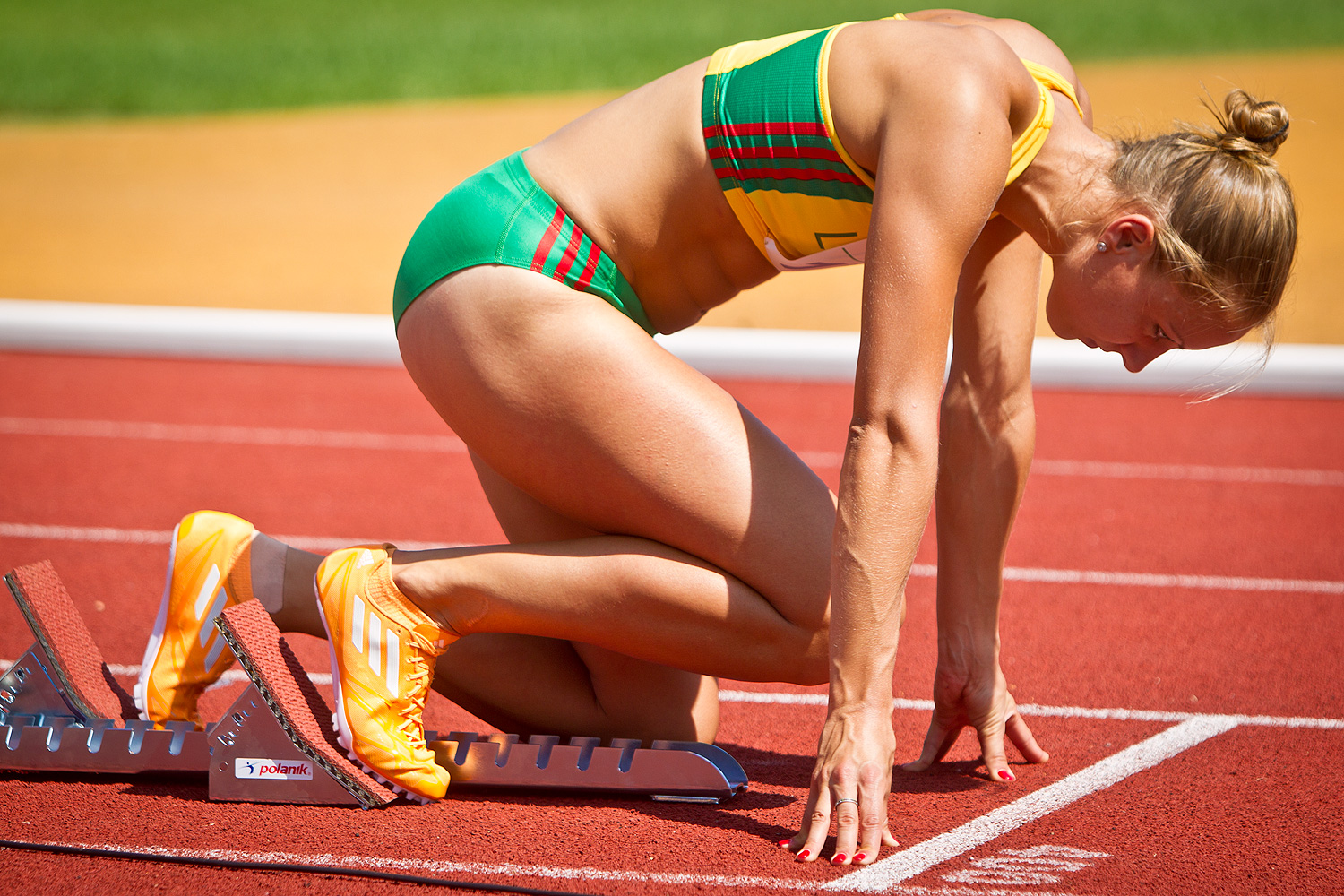
Mit ihrem siebten Rang im ersten Semifinale erreichte Eglė Staišiūnaitė nicht das Finale
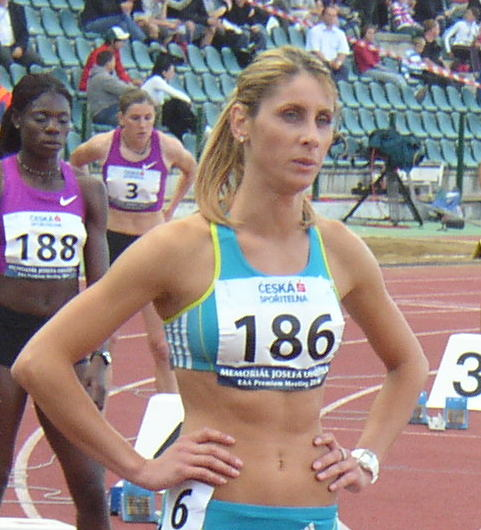
Als Achte ihres Semifinallaufs schied Angela Moroșanu aus

28. Juni 2012, 10:30 Uhr
| Platz | Name                | Nation     | Zeit (s) |
| ----- | ------------------- | ---------- | -------- |
| 1     | Hanna Jaroschtschuk | Ukraine    | 54,69    |
| 2     | Denisa Rosolová     | Tschechien | 54,71    |
| 3     | Jelena Tschurakowa  | Russland   | 54,92    |
| 4     | Jessie Barr         | Irland     | 55,93    |
| 5     | Tina Matusińska     | Polen      | 56,43    |
| 6     | Manuela Gentili     | Italien    | 57,03    |
| 7     | Eglė Staišiūnaitė   | Litauen    | 58,76    |
| 8     | Angela Moroșanu     | Rumänien   | 58,96    |

### Lauf 2

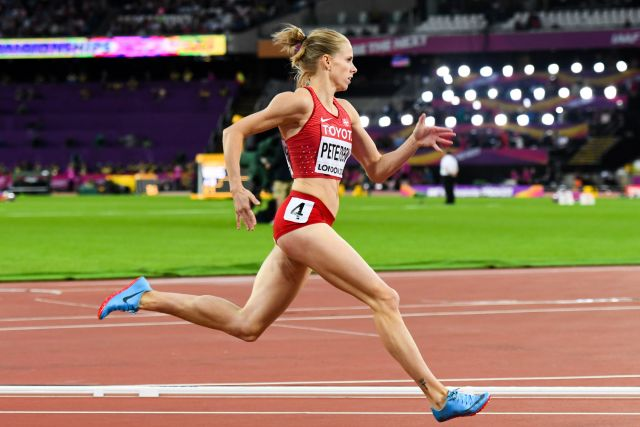
Knapp drei Zehntelsekunden fehlten Sara Slott Petersen zur Teilnahme am Finale
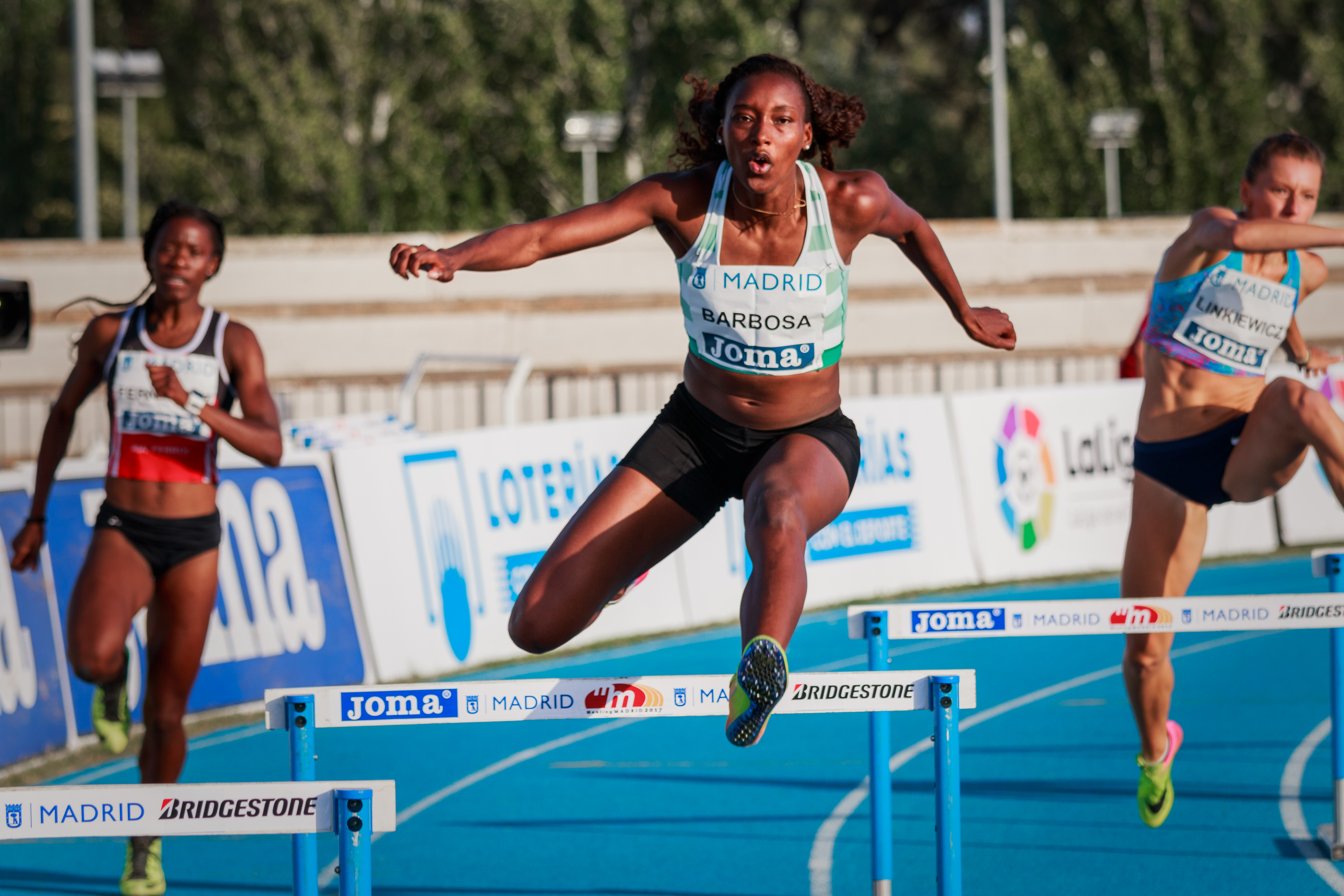
Vera Barbosa schied als Sechste ihres Semifinalrennens aus
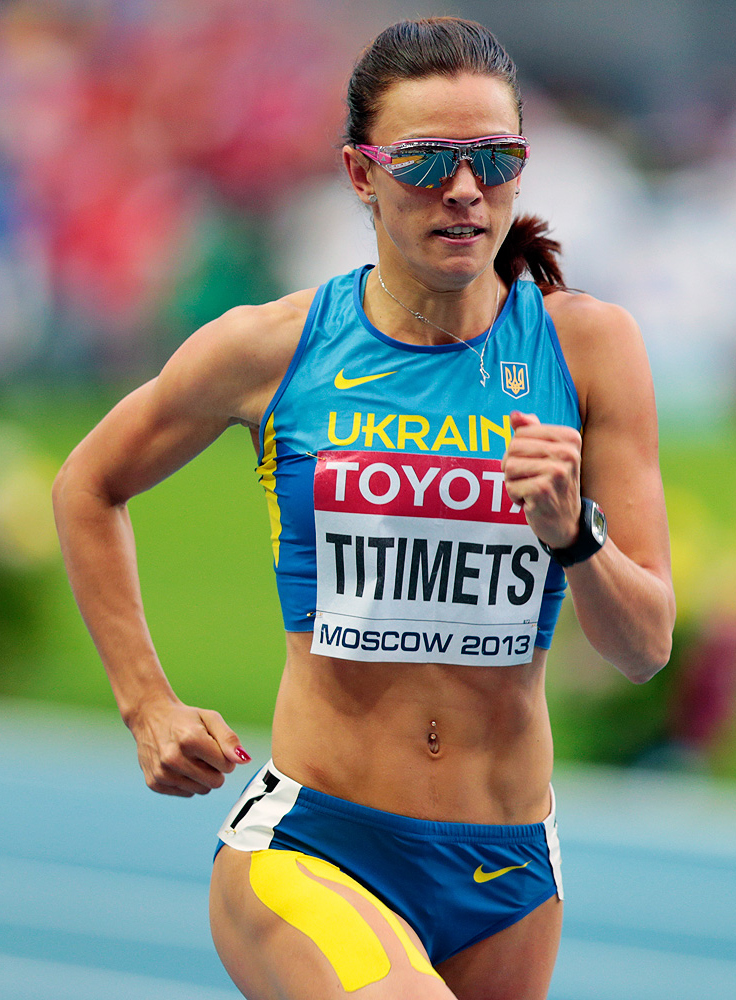
Die gedopte Hanna Titimez wurde nachträglich disqualifiziert

28. Juni 2012, 10:38 Uhr
| Platz | Name                | Nation         | Zeit (s) |
| ----- | ------------------- | -------------- | -------- |
| 1     | Irina Dawydowa      | Russland       | 54,68    |
| 2     | Zuzana Hejnová      | Tschechien     | 55,36    |
| 3     | Élodie Ouédraogo    | Belgien        | 55,77    |
| 4     | Zuzana Bergrová     | Tschechien     | 55,78    |
| 5     | Sara Slott Petersen | Dänemark       | 56,07    |
| 6     | Vera Barbosa        | Portugal       | 56,58    |
| 7     | Meghan Beesley      | Großbritannien | 57,32    |
| DOP   | Hanna Titimez       | Ukraine        | 57,26    |

## Finale

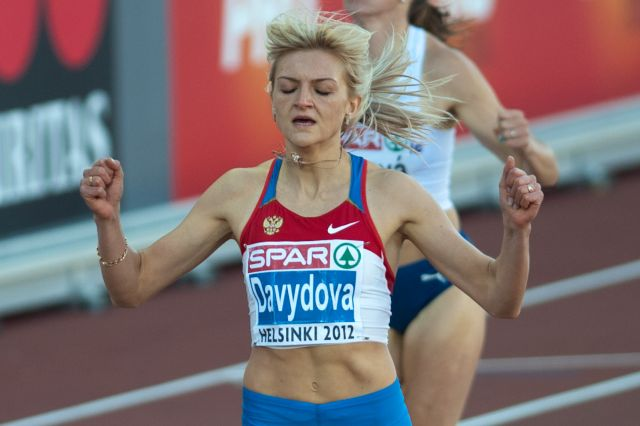
Europameisterin Irina Dawydowa
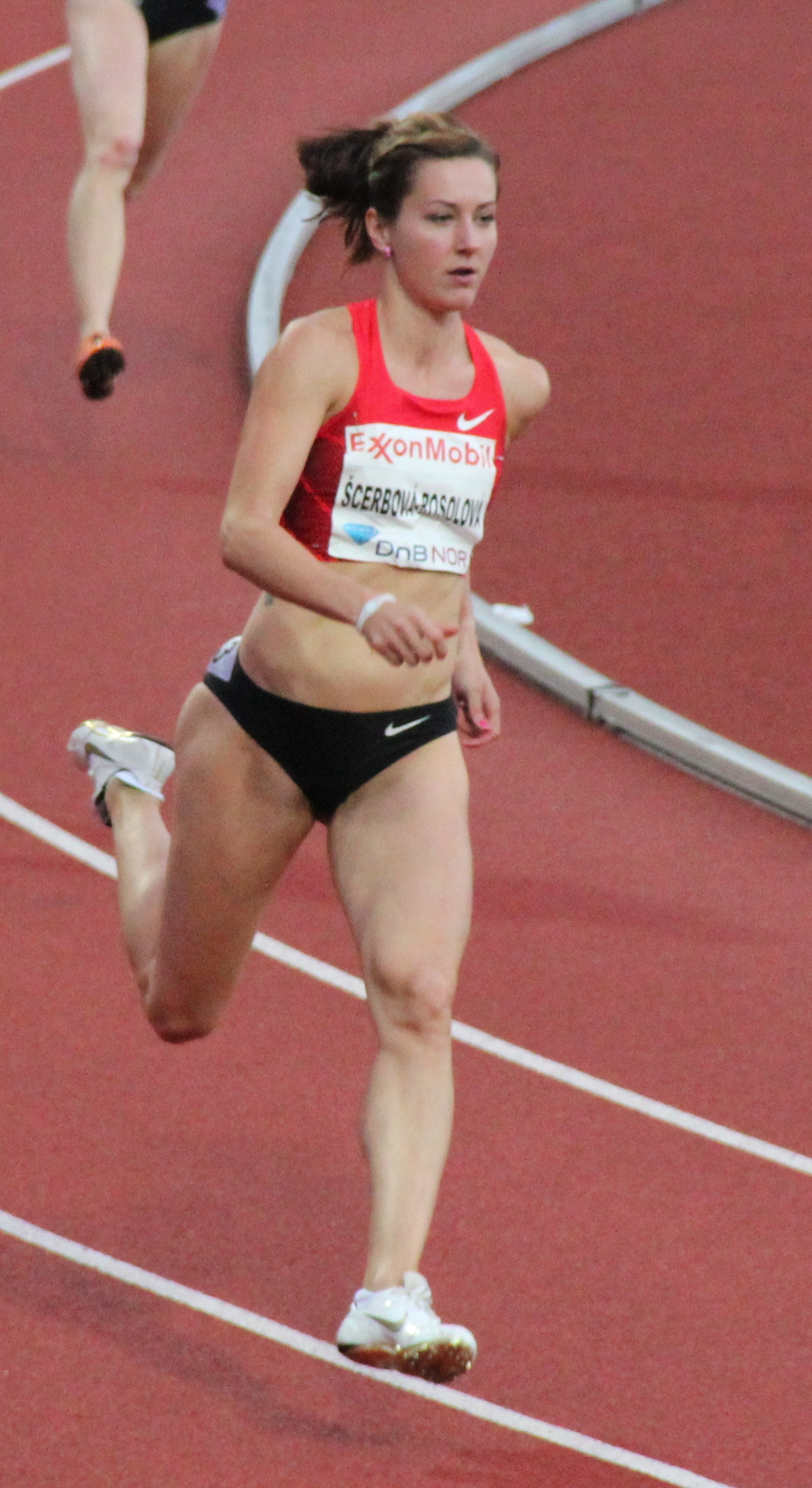
Vizeeuropameisterin Denisa Rosolová
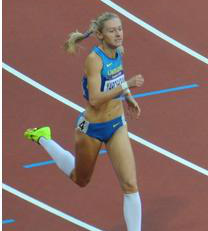
Bronzemedaillengewinnerin Hanna Jaroschtschuk

29. Juni 2012, 20:00 Uhr
| Platz | Name                | Nation     | Zeit (s) |
| ----- | ------------------- | ---------- | -------- |
| 1     | Irina Dawydowa      | Russland   | 53,77 WL |
| 2     | Denisa Rosolová     | Tschechien | 54,24    |
| 3     | Hanna Jaroschtschuk | Ukraine    | 54,35    |
| 4     | Zuzana Hejnová      | Tschechien | 54,49    |
| 5     | Jelena Tschurakowa  | Russland   | 54,78    |
| 6     | Élodie Ouédraogo    | Belgien    | 55,95    |
| 7     | Zuzana Bergrová     | Tschechien | 56,26    |
| 8     | Jessie Barr         | Irland     | 56,83    |

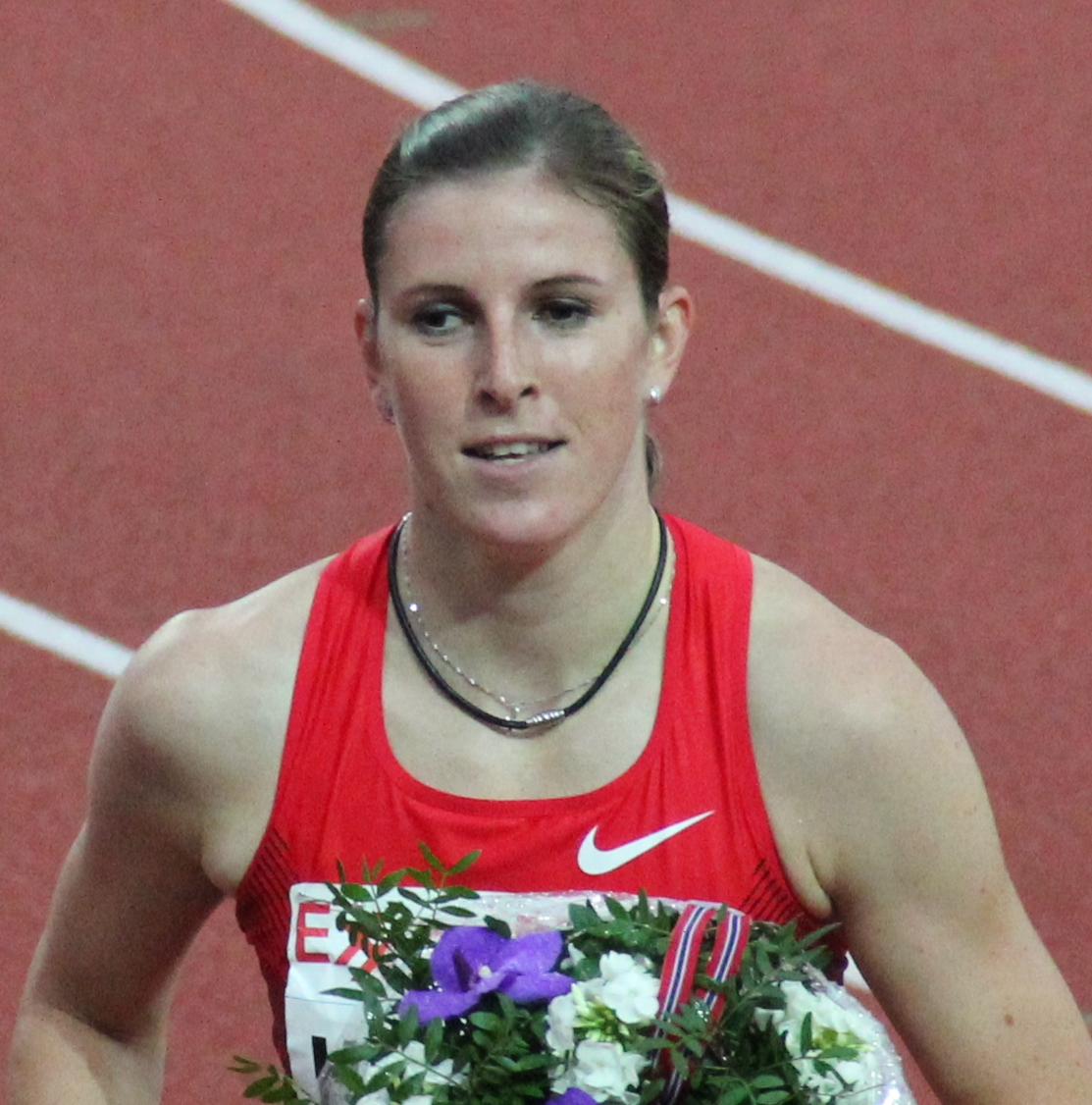
Zuzana Hejnová wurde Vierte
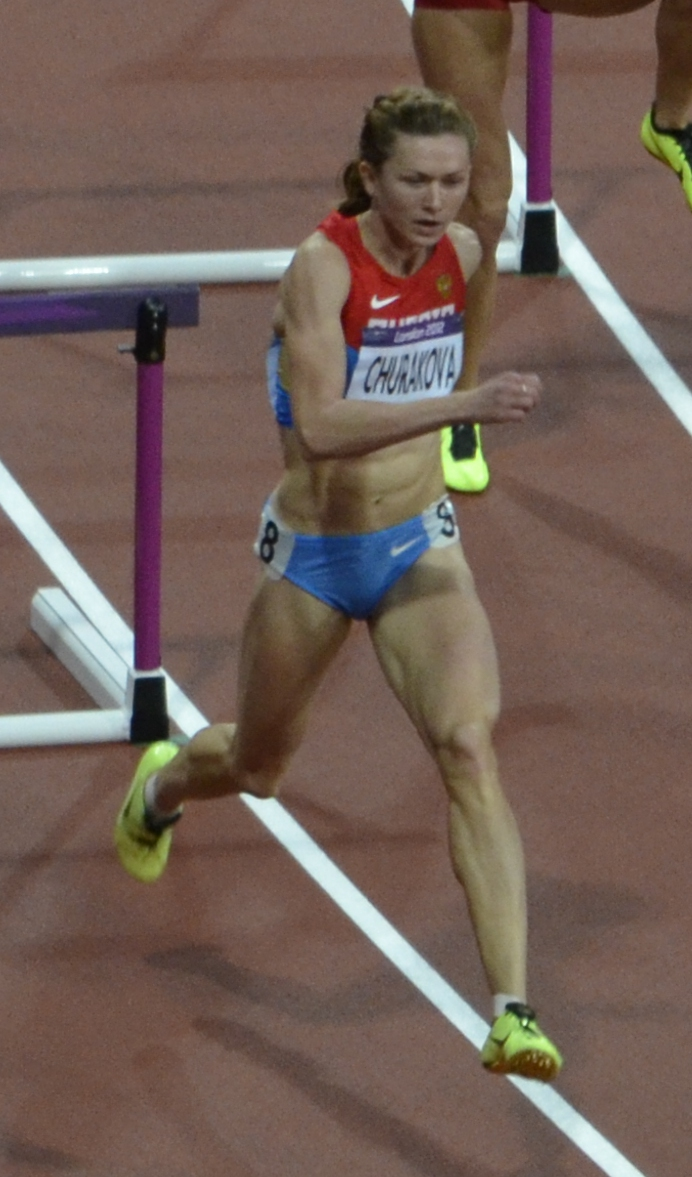
Jelena Tschurakowa erreichte Platz fünf
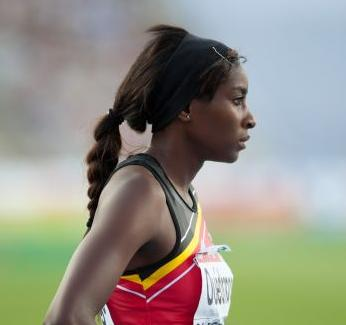
Élodie Ouédraogo kam auf den sechsten Platz
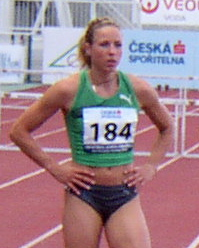
Zuzana Bergrová belegte Rang sieben

## Videolink
- ECH2012 Helsinki Day 3 Irina DAVYDOVA (RUS), Interview, youtube.com, abgerufen am 4. März 2023